# Leskowica
Leskowica (mac. Лесковица) – wieś w gminie miejskiej Sztip w środkowej Macedonii Północnej.

## Demografia
Według spisu ludności z 2021 we wsi Leskowica mieszkało 47 mieszkańców.

### Rasy i pochodzenie
Według wyżej wspomnianych danych we wsi Leskowica mieszkało 37 Macedończyków, jeden Serb i siedmioro mieszkańców bez informacji odnośnie pochodzenia.